# Windows Neptune

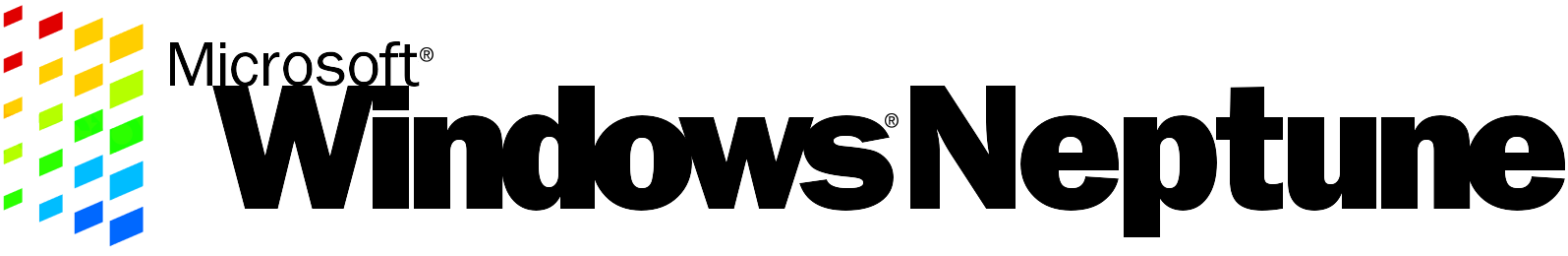
Logo di Windows Neptune

Windows Neptune (talvolta reso graficamente come NepTune) è il nome in codice di un sistema operativo facente parte della famiglia Windows NT, il cui sviluppo fu interrotto a favore di quello di Windows XP.

## Introduzione
A causa della crescente obsolescenza dei sistemi operativi facenti parte della famiglia Windows 9x (destinati all'utenza domestica) e della crescente maturità dei sistemi operativi facenti parte della famiglia Windows NT (destinati all'utenza professionale), Microsoft decise che era arrivato il momento di rilasciare una versione di Windows NT destinata all'utenza domestica. Da questa decisione scaturirono la progettazione e lo sviluppo di Windows Neptune, che avrebbe dovuto essere il successore sia di Windows 2000, sia della famiglia 9x. Tuttavia lo sviluppo di Windows Neptune fu interrotto a favore di quello di Windows XP (allora noto con il nome in codice di Whistler), che si prese carico dell'obiettivo di Microsoft di unire le funzionalità di Windows 9x all'affidabilità di Windows NT. Nonostante ciò, Microsoft decise comunque di rilasciare un'ultima versione di Windows facente parte della famiglia 9x, denominata Windows Me (allora nota con il nome in codice di Millennium), che avrebbe fatto da tappabuchi in attesa del rilascio di Windows XP. Nei piani di Microsoft, Windows Neptune sarebbe stato rilasciato nelle edizioni Entry-Level, Standard ed High-End, avrebbe beneficiato del rilascio di 5 Service Packs e avrebbe avuto come successore Triton, un aggiornamento minore che avrebbe apportato qualche cambiamento a livello grafico e che avrebbe anch'esso beneficiato in futuro di alcuni Service Packs.

## Fase di sviluppo
L'unica build di Windows Neptune trapelata in rete, recante 5.50.5111.1 come numero di versione ed etichettata come Developer Release, fa parte dello stadio di sviluppo Milestone 2 e risulta essere molto simile a Windows 2000 Professional (con cui condivide il codice sorgente), nonostante non pecchi di novità degne di nota. Tra queste vi sono la presenza di una nuova schermata di accesso e di una nuova applicazione adibita alla gestione degli account utente (denominata Windows Identities), un firewall, una nuova applicazione di Guida in linea (denominata Help and Support), una nuova applicazione denominata Microsoft AutoUpdate, ma soprattutto una nuova serie di applicazioni note nell'insieme come Activity Centers e includenti una Start Page, utilizzabile come sfondo Active Desktop; un Game Center, un Music Center e un Photo Center, utilizzabili come applicazioni. A causa del contemporaneo sviluppo di Millennium, alcune delle nuove applicazioni di Neptune, come ad esempio Help and Support e Microsoft AutoUpdate, risultano essere state copiate direttamente da una build di Millennium; mentre la Start Page reca il logo di Millennium stesso. 

## Curiosità
Poiché Windows Neptune reca 5.50 come numero di versione, se il suo programma di installazione viene eseguito per esempio su Windows XP (che reca 5.1 come numero di versione), verrà chiesto all'utente se vuole effettuare l'aggiornamento a Neptune, in quanto a causa del suo numero di versione viene riconosciuto come più recente, nonostante sia tecnicamente scorretto.